# Teinobasis fortis
Teinobasis fortis – gatunek ważki z rodziny łątkowatych (Coenagrionidae).